# Съюз на евангелските съборни църкви
Съюзът на евангелските съборни църкви е обществена организация, обединяваща конгрешански църковни общини в България. Създадена през 1888 година, организацията е ликвидирана от тоталитарния комунистически режим през 1949 година и възстановена след неговото разпадане през 1990 година. Тя членува в организацията Обединени евангелски църкви.
Към 2019 година Съюзът включва 36 църкви в:
- Априлци
- Асеновград
- Ахматово
- Банско
- Баня
- Благоевград
- Бобов дол
- Бургас
- Велинград
- Гарваново
- Градец
- Дупница
- Дългоделци
- Елешница
- Каменна река
- Кричим
- Меричлери
- Пазарджик
- Пловдив
  - Евангелска съборна църква
  - Арменска евангелска църква
- Поповица
- Панагюрище
- Първомай
- Разлог
- Ракитово
- Русе
- Самоков
- Свиленград
- Сливен
- София
  - I Евангелска съборна църква
  - II Евангелска съборна църква
  - III Евангелска съборна църква
  - Арменска евангелска съборна църква
- Стара Загора
- Хасково
- Церово